# September 1996
Portal Geschichte | Portal Biografien | Aktuelle Ereignisse | Jahreskalender | Tagesartikel

◄ |
19. Jahrhundert |
20. Jahrhundert
| 21. Jahrhundert

◄ |
1960er |
1970er |
1980er |
1990er
| 2000er | 2010er | 2020er | ►

◄ |
1992 |
1993 |
1994 |
1995 |
1996
| 1997 | 1998 | 1999 | 2000 | ►

◄ |
Juni 1996 |
Juli 1996 |
August 1996 |
September 1996 |
Oktober 1996 |
November 1996 |
Dezember 1996 |
►
Dieser Artikel behandelt aktuelle Nachrichten und Ereignisse im September 1996.

## Tagesgeschehen

### Sonntag, 1. September 1996
- Wiesbaden/Deutschland: 80 Privatpersonen und zehn Unternehmen, darunter ABB Mannheim und Siemens, gründen die nicht-börsennotierte Cargolifter AG. Das Unternehmensziel ist der Bau von Transportluftschiffen, mit denen jeweils Fracht im Umfang von 160 t im Lieferflug über weite Strecken befördert werden kann, z. B. über den Atlantik. Ein Prototyp existiert noch nicht.[1]

### Montag, 2. September 1996

Philippinen, Region Bangsamoro in rot

- Manila/Philippinen: Die Regierung unter Präsident Fidel Ramos und Vertreter der Nationalen Befreiungsfront der Moros unterzeichnen einen Friedensvertrag. Die territoriale Integrität der Philippinen soll demnach erhalten bleiben. In dem Konflikt um ein unabhängiges Bangsamoro starben seit 1970 mehrere Zehntausend Menschen.[2]

### Dienstag, 3. September 1996
- Irak, Persischer Golf: Im Süden des Irak installierte Einrichtungen der Flugabwehr der Streitkräfte des Irak (SI) liegen unter dem Beschuss der Streitkräfte der Vereinigten Staaten, welche Vergeltung üben für die Teilnahme der SI am Angriff auf die Stadt Erbil in der Region Kurdistan am Samstag. Der Irak steht im kurdischen Konflikt auf der Seite der Demokratischen Partei Kurdistans und bekämpft die Patriotische Union Kurdistans sowie deren iranische Unterstützer.[3]
- Monrovia/Liberia: Im achten Jahr des Bürgerkriegs wird die lange Zeit parteilos regierende Senatorin von Grand Cape Mount County Ruth Perry als neue Vorsitzende des Staatsrats vereidigt. Sie ist  de jure, als Nachfolgerin von Wilton G. S. Sankawulo, neues Staatsoberhaupt und soll in dieser Funktion freie Wahlen auf nationaler Ebene vorbereiten.[4]

### Donnerstag, 5. September 1996
- Antananarivo/Madagaskar: Das Verfassungsgericht entscheidet im Absetzungsverfahren gegen Präsident Albert Zafy, dass dieser sein Amt nicht weiter ausführen darf. Zafy wollte angesichts der schlechten nationalen Wirtschaftslage die Kontrolle über den Staat von der Nationalversammlung auf das Amt des Präsidenten übertragen und verkündet am gleichen Tag seinen Rücktritt.[5]

### Samstag, 7. September 1996
- Venedig/Italien: Der Historienfilm Michael Collins des irischen Regisseurs und Drehbuchautoren Neil Jordan wird bei den 53. Internationalen Filmfestspielen von Venedig mit dem Leone d’Oro ausgezeichnet.[6]

### Sonntag, 8. September 1996
- New York/Vereinigte Staaten: Das Finale im Dameneinzel der US Open 1996 im Tennis bestreiten wie im Vorjahr die Deutsche Steffi Graf, als Titelverteidigerin, und die in Jugoslawien geborene Amerikanerin Monica Seles. Graf gewinnt die Partie in zwei Sätzen. Auch im Finale des Herreneinzels kommt es zu einer erfolgreichen Titelverteidigung, als der Amerikaner Pete Sampras seinen Landsmann Michael Chang in drei Sätzen bezwingt.[7][8]
- Pasadena/Vereinigte Staaten: Bei der Verleihung des Fernsehpreises Emmy wird u. a. George Clooney für seine darstellerische Leistung in der Serie Emergency Room – Die Notaufnahme von Regisseur Michael Crichton ausgezeichnet.[9][10]

### Donnerstag, 12. September 1996
- Oberhausen/Deutschland: Das CentrO eröffnet mit einer Verkaufsfläche von circa 90.000 m² als eines der größten Einkaufszentren in Deutschland. Das Ensemble entstand als Projekt eines Investors aus dem Vereinigten Königreich am Ort der stillgelegten Gutehoffnungshütte des Schwerindustrie-Konzerns Thyssen AG.[11]

### Freitag, 13. September 1996
- Las Vegas/Vereinigte Staaten: Im University Medical Center of Southern Nevada stirbt der am 7. September in Las Vegas bei einem Drive-by-shooting schwer verwundete 25-jährige Hip-Hop-Künstler Tupac Shakur.[12]

### Samstag, 14. September 1996

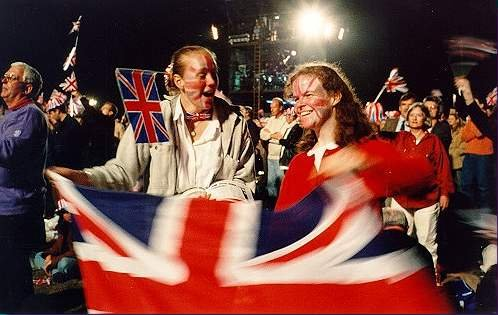
Besucher des Konzerts Proms in the Park

- London/Vereinigtes Königreich: Der Rundfunkveranstalter BBC richtet ergänzend zum traditionsreichen Konzert in der Royal Albert Hall am letzten Tag der Sommerkonzertreihe Proms erstmals das Open-Air-Konzert Proms in the Park aus. Der Schauplatz der gut besuchten Aufführung ist der Hyde Park.[13]
- Sarajevo/Bosnien und Herzegowina: Laut Ergebnis der heutigen Wahl zum Staatspräsidium wird die dreiköpfige Staatsführung aus Alija Izetbegović (Partei der demokratischen Aktion), Krešimir Zubak (Kroatische demokratische Gemeinschaft Bosnien und Herzegowinas) und Momčilo Krajišnik (Serbische Demokratische Partei) bestehen, wobei sich Krajišnik mit Vorwürfen zu Kriegsverbrechen im Bosnienkrieg konfrontiert sieht. Der Vorsitz im Präsidium soll unter den Mitgliedern wechseln.[14]

### Freitag, 20. September 1996
- Calw/Deutschland: Der Bundeswehr-Generalmajor Volker Löw stellt das Kommando Spezialkräfte (KSK) in der Division Schnelle Kräfte in Dienst. Das KSK ist für Sondereinsätze im Ausland wie z. B. Rettung, Evakuierung und Bergung aus oder in lebensgefährlichen Gebieten sowie für Terrorismusbekämpfung zuständig.[15]

### Sonntag, 22. September 1996
- Athen/Griechenland: Die Stimmberechtigten in Griechenland entscheiden sich bei der  Parlamentswahl für eine Fortsetzung der Alleinregierung der Panhellenischen Sozialistischen Bewegung unter Ministerpräsident Konstantinos Simitis.[16]
- Kunar/Afghanistan: Die von Pakistan und Saudi-Arabien unterstützte terroristische Vereinigung Taliban fügt den immer kraftloser agierenden regierungstreuen Streitkräften des Landes mit der Eroberung der 19. der insgesamt 30 afghanischen Provinzen eine weitere Niederlage zu. Noch im Januar 1995 beschränkte sich die Herrschaft der Taliban auf fünf Provinzen.[17]

### Dienstag, 24. September 1996
- New York/Vereinigte Staaten: Der Kernwaffenteststopp-Vertrag liegt nach seiner Annahme durch die Generalversammlung der Vereinten Nationen (UN) ab heute zur Ratifikation aus und wird am selben Tag von 71 Mitgliedstaaten der UN unterschrieben.[18]

### Donnerstag, 26. September 1996

West- und Ost-Pakistan (bis 1971), 2=Bangladesch

- Kushtia/Bangladesch: Bei Auseinandersetzungen zwischen Studentengruppen, die sich einerseits für eine Islamisierung und die Wiedervereinigung von Bangladesch und Pakistan einsetzen und andererseits für einen säkularen unabhängigen bangladeschischen Staat, werden circa 100 Beteiligte verletzt.[19]

### Freitag, 27. September 1996
- Kabul/Afghanistan: Der gewaltsame Konflikt zwischen den Truppen der Regierung der Mudschahedin unter Staatsoberhaupt Burhānuddin Rabbāni und der militanten Islamischen Talibanbewegung Afghanistans mit ihrem Befehlshaber Mohammed Omar endet mit der Ausrufung des Islamischen Emirats Afghanistan durch die Taliban. Rabbāni flüchtete bereits in die Region um die Stadt Faizabad, in der keine Talibankämpfer operieren. In einem Kabuler Lager der Vereinten Nationen machen die Taliban den letzten Präsidenten der bis 1992 existierenden Demokratischen Republik Afghanistan Mohammed Nadschibullāh ausfindig und foltern und töten ihn.[20][21]

### Montag, 30. September 1996
- Washington, D.C./Vereinigte Staaten: Zur Eindämmung der Bandenkriminalität setzt US-Präsident Bill Clinton ein Gesetz in Kraft, in dessen Folge die Abschiebung von Gewalttätern ohne Staatsbürgerschaft der Vereinigten Staaten intensiviert werden soll. Fast alle Staaten, die solche Bandenmitglieder aufzunehmen haben, liegen in Mittel- und Südamerika und kämpfen ebenfalls mit Bandenkriminalität.[22][23]